# Culicoides impunctatus
Espèce
Culicoides impunctatus, le moustique des Highlands (en gaélique écossais : Meanbh-chuileag, en anglais : Highland midge) est une espèce de petits insectes diptères que l'on trouve principalement dans les marais ou les tourbières, spécialement dans le nord-ouest  de l'Écosse. On le rencontre principalement de la fin du printemps à la fin de l'automne. Cet insecte est également présent dans son habitat de prédilection dans l'ensemble du Royaume-Uni, mais également en Scandinavie, en Russie et au nord de la Chine. La femelle pique l'être humain, même si elle se nourrit plus généralement de sang de vaches, moutons et cerfs. Il est considéré comme nuisible.
En dépit de l'hiver froid qui règne en Écosse, les scientifiques ont observé qu'après une longue période de gel comme en 2010, la population de moustiques était plus importante l'été suivant car le froid entraîne la diminution de ses prédateurs naturels (notamment chauves-souris et oiseaux).

## Activité
La femelle pique à proximité de son lieu de reproduction, même si elle peut s'en écarter de plus d'un kilomètre, avec un pic d'activité juste avant le coucher de soleil. Elle est moins active la nuit et quand l'humidité est en dessous de 60-75 %.